# Хромосома 10 (людина)

Ідіограма 10-ї хромосоми людини

Хромосома 10 є однією з 23 пар хромосом людини та представленя двома копіями, за нормальних умов. Хромосома 10 має в своєму складі приблизно 135 млн пар основ або 4-4.5 % від загальної кількості нуклеотидів в ДНК клітин.

 Ідентифікація генів кожної хромосоми є пріоритетним напрямком наукових досліджень в генетиці. Проте, внаслідок токо що дослідники застосовують різні підходи щодо визначення кількості генів в кожній хромосомі, дані щодо їх кількості варіюють. Це також стосується і хромосоми 10, в якій кількість генів становить від 800 до 1200.

## Найбільш досліджені гени
- ALOX5
- CDH23
- CXCL12
- EGR2
- ERCC6
- FGFR2
- PCBD1
- PCDH15: протокадгерин 15
- PTEN: гомолог фосфатази та тензину, фосфатаза ліпідів (мутація призводить до виникнення злоякісних новоутворень, а також синдрому Коудена)
- RET: RET протоонкоген (множинна ендокринна неоплазія (МЕН) та медулярний рак щитоподібної залози, хвороба Гіршпрунга)
- UROS

## Хвороби та розлади
- Синдром Антлі—Бікслера
- Синдром Аперта
- Синдром Біра-Стивенсона
- Хвороба Шарко-Марі-Тута
- Синдром Кокайна
- Хвороба Гюнтера
- Синдром Коудена
- Синдром Крузона
- Хвороба Гіршпрунга
- Синдром Джексона-Вайса
- Множинна ендокринна неоплазія тип 2
- Несиндромна глухота
- Синдром Пфайффера
- Порфирія
- дефіцитом тетрагідробіоптеріна
- Дистрофія боуменової мембрани тип 2
- Хвороба Вольмана